# Campeonato Mundial de Baloncesto Femenino Sub-19 de 1997
El IV Campeonato Mundial de Baloncesto Femenino Sub-19 (en portugués: Campeonato Mundial Feminino Sub-19 da Fiba 1997) se realizó en Natal, Brasil, entre el 5 y el 13 de julio de 1997.
El campeonato contó con la participación de 12 selecciones nacionales de baloncesto sub-19. La Estados Unidos se proclamó campeona por primera vez, tras ganar a Australia en la final por cuatro puntos (78-74).

## Clasificados
| Competición                                      | Fecha                                  | Sede    | Plazas | Equipos clasificados                    |
| ------------------------------------------------ | -------------------------------------- | ------- | ------ | --------------------------------------- |
| País anfitrión                                   | —                                      | —       | 1      | Brasil                                  |
| Campeonato FIBA Américas Femenino Sub-18 de 1996 | 27 de agosto – 3 de septiembre de 1996 | Cancún  | 3      | Estados Unidos Argentina Cuba           |
| Campeonato FIBA Europa Femenino Sub-18 de 1996   | 6–14 de julio de 1996                  | Žilina  | 4      | Rusia Eslovaquia República Checa España |
| Campeonato FIBA África Femenino Sub-18 de 1996   | 25–28 de septiembre de 1996            | Maputo  | 1      | Malí                                    |
| Campeonato FIBA Asia Femenino Sub-18 de 1996     | 21–28 de abril de 1996                 | Bangkok | 2      | China Japón                             |
| FIBA Oceanía                                     | —                                      | —       | 1      | Australia                               |
| Total                                            | Total                                  | Total   | 12     | 12                                      |

## Organización

### Sedes
| Natal , sede del torneo |

### Sorteo de grupos
Los grupos quedaron distribuidos de la siguiente forma:
| Grupo A                                                    | Grupo B                                          |
| ---------------------------------------------------------- | ------------------------------------------------ |
| Argentina Brasil (H) China Eslovaquia Malí República Checa | Australia Cuba España Estados Unidos Japón Rusia |

### Formato
Fase de grupos
En esta primera fase, los 12 países se dividieron en 2 grupos de 6 equipos cada uno. Se enfrontaron todos contra todos a partido único. Los dos mejores equipos pasaron directamente a semifinales,  los equipos clasificados en el segundo y tercer lugar pasaron al cuadro de clasificación del 5.º al 8.º lugar, y los dos peores equipos de cada grupo pasaron al cuadro de clasificación del 9.º al 12.º lugar. 
Fase final
Esta fase constó de las semifinales (donde se enfrentaron A1-B2 y A2-B1), el partido por la medalla de bronce y la final, así como de los cuadros de clasificación del 5.º-8.º lugar (A3-B4 y A4-B3) y del 9.º-12.º lugar (A5-B6 y A6-B5).

## Fase de grupos
Todos los horarios corresponden al huso horario local (GMT-3).

### Grupo A
| Pos. | Equipo          | PJ | G | P | PF  | PC  | DP   | Pts | Clasificación |
| ---- | --------------- | -- | - | - | --- | --- | ---- | --- | ------------- |
| 1    | Brasil          | 5  | 4 | 1 | 344 | 298 | +46  | 9   | Semifinales   |
| 2    | Eslovaquia      | 5  | 4 | 1 | 336 | 277 | +59  | 9   | Semifinales   |
| 3    | República Checa | 5  | 3 | 2 | 308 | 277 | +31  | 8   | 5º-8º lugar   |
| 4    | China           | 5  | 2 | 3 | 327 | 311 | +16  | 7   | 5º-8º lugar   |
| 5    | Malí            | 5  | 1 | 4 | 216 | 321 | −105 | 6   | 9º-12º lugar  |
| 6    | Argentina       | 5  | 1 | 4 | 276 | 323 | −47  | 6   | 9º-12º lugar  |

 Fuente: FIBA
Notas:
1. 1 2  Eslovaquia 73-75 Brasil
2. 1 2  Mali 56-48 Argentina

Jornada 1
| 5 de julio | Malí                                    | 37–60                              | República Checa                                   | Natal |  |
| 10:00      | Marcador por tiempos: 14-28, 23-32      | Marcador por tiempos: 14-28, 23-32 | Marcador por tiempos: 14-28, 23-32                |       |  |
|            | Estadísticas Dembelé 14 Sy 8 Maiga Ba 3 | Reporte Pts Reb Asts               | Estadísticas 16 Blahušková 10 Ciperová 3 Horáková |       |  |

| 5 de julio | Argentina                                           | 79–65                              | China                                         | Natal |  |
| 14:00      | Marcador por tiempos: 37-40, 42-25                  | Marcador por tiempos: 37-40, 42-25 | Marcador por tiempos: 37-40, 42-25            |       |  |
|            | Estadísticas Lanza 21 Zenatti 13 cuatro jugadoras 1 | Reporte Pts Reb Asts               | Estadísticas 22 Miao 6 Dai 1 cuatro jugadoras |       |  |

| 5 de julio | Eslovaquia                                      | 73–75                              | Brasil                                              | Natal |  |
| 19:15      | Marcador por tiempos: 34-47, 39-28              | Marcador por tiempos: 34-47, 39-28 | Marcador por tiempos: 34-47, 39-28                  |       |  |
|            | Estadísticas Kovácová 21 Kovácová 12 Bucáková 2 | Reporte Pts Reb Asts               | Estadísticas 27 Moises 9 Santos 2 Perandini, Moises |       |  |

Jornada 2
| 6 de julio | China                              | 66–37                              | Malí                                                  | Natal |  |
| 11:30      | Marcador por tiempos: 39-16, 27-21 | Marcador por tiempos: 39-16, 27-21 | Marcador por tiempos: 39-16, 27-21                    |       |  |
|            | Estadísticas Duan 13 Dai 9 Duan 4  | Reporte Pts Reb Asts               | Estadísticas 10 Maiga Ba, Dembelé 10 Maiga Ba 1 Drame |       |  |

| 6 de julio | República Checa                                    | 59–63                              | Eslovaquia                                    | Natal |  |
| 15:30      | Marcador por tiempos: 24-28, 35-35                 | Marcador por tiempos: 24-28, 35-35 | Marcador por tiempos: 24-28, 35-35            |       |  |
|            | Estadísticas Čiperová 16 Blahůšková 12 Soukupová 4 | Reporte Pts Reb Asts               | Estadísticas 20 Žirková 9 Slezaková 3 Žirková |       |  |

| 6 de julio | Brasil                                    | 73–48                              | Argentina                                                     | Natal |  |
| 19:30      | Marcador por tiempos: 38-27, 35-21        | Marcador por tiempos: 38-27, 35-21 | Marcador por tiempos: 38-27, 35-21                            |       |  |
|            | Estadísticas Moises 17 Santos 14 Moises 5 | Reporte Pts Reb Asts               | Estadísticas 11 Boeykens 7 Zenatti 1 Garbino, Gatti, Boeykens |       |  |

Jornada 3
| 7 de julio | Malí                                              | 56–48                              | Argentina                                                   | Natal |  |
| 12:00      | Marcador por tiempos: 20-23, 36-25                | Marcador por tiempos: 20-23, 36-25 | Marcador por tiempos: 20-23, 36-25                          |       |  |
|            | Estadísticas Maiga Ba 15 H. Sangaré 15 Maiga Ba 3 | Reporte Pts Reb Asts               | Estadísticas 18 Boeykens 6 Rotta 1 Rotta, Zenatti, Boeykens |       |  |

| 7 de julio | Eslovaquia                                                                    | 60–55                              | China                              | Natal |  |
| 16:00      | Marcador por tiempos: 27-23, 33-32                                            | Marcador por tiempos: 27-23, 33-32 | Marcador por tiempos: 27-23, 33-32 |       |  |
|            | Estadísticas Bučáková, Kováčová 18 Dubovcová, Kováčová 6 Bučáková, Kováčová 2 | Reporte Pts Reb Asts               | Estadísticas 13 Dai 8 Mo 4 Duan    |       |  |

| 7 de julio | República Checa                                              | 53–61                              | Brasil                                                  | Natal |  |
| 20:00      | Marcador por tiempos: 24-34, 29-27                           | Marcador por tiempos: 24-34, 29-27 | Marcador por tiempos: 24-34, 29-27                      |       |  |
|            | Estadísticas Vojtová, Blahůšková 14 Blahůšková 8 Soukupová 2 | Reporte Pts Reb Asts               | Estadísticas 16 de Carvalho 7 da Silva, Santos 3 Moises |       |  |

Jornada 4
| 9 de julio | Argentina                                         | 50–62                              | Eslovaquia                                      | Natal |  |
| 12:00      | Marcador por tiempos: 19-27, 31-35                | Marcador por tiempos: 19-27, 31-35 | Marcador por tiempos: 19-27, 31-35              |       |  |
|            | Estadísticas Lanza 19 Zenatti 8 cinco jugadoras 1 | Reporte Pts Reb Asts               | Estadísticas 19 Bučáková 12 Bučáková 5 Bučáková |       |  |

| 9 de julio | China                                            | 65–69                              | República Checa                                   | Natal |  |
| 16:00      | Marcador por tiempos: 42-44, 23-25               | Marcador por tiempos: 42-44, 23-25 | Marcador por tiempos: 42-44, 23-25                |       |  |
|            | Estadísticas Miao 31 Wang Ying, Dai, Mo 6 Miao 3 | Reporte Pts Reb Asts               | Estadísticas 16 Blahůšková 7 Čiperová 3 Soukupová |       |  |

| 9 de julio | Brasil                                              | 69–48                              | Malí                                                          | Natal |  |
| 20:00      | Marcador por tiempos: 38-25, 31-23                  | Marcador por tiempos: 38-25, 31-23 | Marcador por tiempos: 38-25, 31-23                            |       |  |
|            | Estadísticas Jacintho 18 Dantas 11 Pisani, Moises 3 | Reporte Pts Reb Asts               | Estadísticas 12 Maiga Ba, H. Sangaré 9 Maiga Ba 2 M. Ouattara |       |  |

Jornada 5
| 10 de julio | República Checa                                            | 67–51                              | Argentina                                  | Natal |  |
| 12:00       | Marcador por tiempos: 29-30, 38-21                         | Marcador por tiempos: 29-30, 38-21 | Marcador por tiempos: 29-30, 38-21         |       |  |
|             | Estadísticas Čiperová 16 Čiperová, Blahůšková 7 Čiperová 3 | Reporte Pts Reb Asts               | Estadísticas 22 Mendoza 5 Boeykens 3 Lanza |       |  |

| 10 de julio | Eslovaquia                              | 78–38                              | Malí                               | Natal |  |
| 16:00       | Marcador por tiempos: 48-20, 30-18      | Marcador por tiempos: 48-20, 30-18 | Marcador por tiempos: 48-20, 30-18 |       |  |
|             | Estadísticas Bedu 15 Bedu 12 Bučáková 5 | Reporte Pts Reb Asts               | Estadísticas 12 Sy 8 Sy 3 Ouattara |       |  |

| 10 de julio | China                              | 76–66                              | Brasil                                                                | Natal |  |
| 20:00       | Marcador por tiempos: 35-32, 41-34 | Marcador por tiempos: 35-32, 41-34 | Marcador por tiempos: 35-32, 41-34                                    |       |  |
|             | Estadísticas Gao 28 Duan 10 Duan 2 | Reporte Pts Reb Asts               | Estadísticas 17 Moises 8 de Oliveira 1 de Carvalho, Campos, Perandini |       |  |

### Grupo B
| Pos. | Equipo         | PJ | G | P | PF  | PC  | DP  | Pts | Clasificación |
| ---- | -------------- | -- | - | - | --- | --- | --- | --- | ------------- |
| 1    | Estados Unidos | 5  | 4 | 1 | 396 | 335 | +61 | 9   | Semifinales   |
| 2    | Australia      | 5  | 4 | 1 | 380 | 300 | +80 | 9   | Semifinales   |
| 3    | Rusia          | 5  | 4 | 1 | 351 | 343 | +8  | 9   | 5º-8º lugar   |
| 4    | España         | 5  | 2 | 3 | 284 | 287 | −3  | 7   | 5º-8º lugar   |
| 5    | Cuba           | 5  | 1 | 4 | 372 | 422 | −50 | 6   | 9º-12º lugar  |
| 6    | Japón          | 5  | 0 | 5 | 295 | 391 | −96 | 5   | 9º-12º lugar  |

 Fuente: FIBA
Notas:
1. 1 2 3  Estados Unidos: 3 pts. (1–1), +24 DP; Australia: 3 pts. (1–1), +3 DP; Rusia: 3 pts. (1–1), -27 DP

Jornada 1
| 5 de julio | Cuba                                          | 57–72                              | España                                  | Natal |  |
| 12:00      | Marcador por tiempos: 30-35, 27-37            | Marcador por tiempos: 30-35, 27-37 | Marcador por tiempos: 30-35, 27-37      |       |  |
|            | Estadísticas Aties 24 Plutín, Soria 7 Soria 3 | Reporte Pts Reb Asts               | Estadísticas 22 Delgado 19 Mesa 5 Palau |       |  |

| 5 de julio | Estados Unidos                            | 84–65                              | Japón                                | Natal |  |
| 16:00      | Marcador por tiempos: 38-27, 46-38        | Marcador por tiempos: 38-27, 46-38 | Marcador por tiempos: 38-27, 46-38   |       |  |
|            | Estadísticas Martin 24 Pride 14 Teasley 6 | Reporte Pts Reb Asts               | Estadísticas 22 Miki 8 Hirate 3 Miki |       |  |

| 5 de julio | Rusia                                                           | TE 66–63                                       | Australia                                               | Natal |  |
| 21:00      | Marcador por tiempos: 37-23, 21-35 (T.E.: 8-5)                  | Marcador por tiempos: 37-23, 21-35 (T.E.: 8-5) | Marcador por tiempos: 37-23, 21-35 (T.E.: 8-5)          |       |  |
|            | Estadísticas Skopa, Rebtsovskaia 13 Kalymkova 14 Rebtsovskaia 3 | Reporte Pts Reb Asts                           | Estadísticas 22 Jackson 9 Jackson 1 Veal, Poto, Jackson |       |  |

Jornada 2
| 6 de julio | Japón                                            | 63–68                              | Cuba                                      | Natal |  |
| 09:30      | Marcador por tiempos: 30-37, 33-31               | Marcador por tiempos: 30-37, 33-31 | Marcador por tiempos: 30-37, 33-31        |       |  |
|            | Estadísticas Miki 24 Suda, Hirate 8 Suda, Miki 3 | Reporte Pts Reb Asts               | Estadísticas 19 Plutín 15 Plutín 5 Plutín |       |  |

| 6 de julio | España                                                                  | 45–59                               | Rusia                                                          | Natal |  |
| 13:30      | Marcador por tiempos:' 23-31, 22-28                                     | Marcador por tiempos:' 23-31, 22-28 | Marcador por tiempos:' 23-31, 22-28                            |       |  |
|            | Estadísticas Jordana 10 Palau, Villar, Mesa 7 Palau, Bargallo, Martín 1 | Reporte Pts Reb Asts                | Estadísticas 23 Skopa 10 Abrosimova 2 Abrosimova, Rebtsovskaia |       |  |

| 6 de julio | Australia                                  | 80–74                              | Estados Unidos                                   | Natal |  |
| 17:30      | Marcador por tiempos: 31-33, 49-41         | Marcador por tiempos: 31-33, 49-41 | Marcador por tiempos: 31-33, 49-41               |       |  |
|            | Estadísticas Emeagi 33 Emeagi 13 Jackson 3 | Reporte Pts Reb Asts               | Estadísticas 17 Catchings 10 Catchings 5 Teasley |       |  |

Jornada 3
| 7 de julio | Rusia                                                                   | 76–58                              | Japón                              | Natal |  |
| 10:00      | Marcador por tiempos: 36-31, 40-27                                      | Marcador por tiempos: 36-31, 40-27 | Marcador por tiempos: 36-31, 40-27 |       |  |
|            | Estadísticas Skopa 19 Gavrilova 12 Abrosimova, Kalymkova, Speranskaya 2 | Reporte Pts Reb Asts               | Estadísticas 18 Miki 6 Suda 4 Suda |       |  |

| 7 de julio | España                                | 41–53                              | Australia                                | Natal |  |
| 14:00      | Marcador por tiempos: 21-28, 20-25    | Marcador por tiempos: 21-28, 20-25 | Marcador por tiempos: 21-28, 20-25       |       |  |
|            | Estadísticas Palau 15 Mesa 11 Palau 3 | Reporte Pts Reb Asts               | Estadísticas 12 Jackson 8 Jackson 4 Poto |       |  |

| 7 de julio | Cuba                                      | 88–92                              | Estados Unidos                                            | Natal |  |
| 18:00      | Marcador por tiempos: 38-45, 50-47        | Marcador por tiempos: 38-45, 50-47 | Marcador por tiempos: 38-45, 50-47                        |       |  |
|            | Estadísticas' Plutín 29 Plutín 14 Suero 6 | Reporte Pts Reb Asts               | Estadísticas 23 Pride, Martin 12 Pride 4 Jackson, Teasley |       |  |

Jornada 4
| 9 de julio | Australia                                       | 91–58                              | Cuba                                                   | Natal |  |
| 10:00      | Marcador por tiempos: 38-31, 53-27              | Marcador por tiempos: 38-31, 53-27 | Marcador por tiempos: 38-31, 53-27                     |       |  |
|            | Estadísticas Jackson 15 Jackson 14 Veal, Poto 3 | Reporte Pts Reb Asts               | Estadísticas 17 Soria 7 Plutín 1 Plutín, Suero, Triana |       |  |

| 9 de julio | Japón                                | 48–70                              | España                                 | Natal |  |
| 14:00      | Marcador por tiempos: 20-37, 28-33   | Marcador por tiempos: 20-37, 28-33 | Marcador por tiempos: 20-37, 28-33     |       |  |
|            | Estadísticas Miki 22 Yamada 9 Miki 1 | Reporte Pts Reb Asts               | Estadísticas 18 Moreno 15 Mesa 3 Palau |       |  |

| 9 de julio | Estados Unidos                           | 76–46                              | Rusia                                                 | Natal |  |
| 18:00      | Marcador por tiempos: 40-27, 36-19       | Marcador por tiempos: 40-27, 36-19 | Marcador por tiempos: 40-27, 36-19                    |       |  |
|            | Estadísticas Clement 15 Martin 10 Elzy 4 | Reporte Pts Reb Asts               | Estadísticas 11 Skopa 7 Abrosimova 1 cuatro jugadoras |       |  |

Jornada 5
| 10 de julio | Japón                                     | 61–93                              | Australia                                        | Natal |  |
| 10:00       | Marcador por tiempos: 35-47, 26-46        | Marcador por tiempos: 35-47, 26-46 | Marcador por tiempos: 35-47, 26-46               |       |  |
|             | Estadísticas Miki 30 Hirate 5 Kinoshita 1 | Reporte Pts Reb Asts               | Estadísticas 18 Jackson 8 Jackson, Emeagi 5 Veal |       |  |

| 10 de julio | España                                | 56–70                              | Estados Unidos                                        | Natal |  |
| 14:00       | Marcador por tiempos: 28-41, 28-29    | Marcador por tiempos: 28-41, 28-29 | Marcador por tiempos: 28-41, 28-29                    |       |  |
|             | Estadísticas Moreno 14 Mesa 9 Palau 2 | Reporte Pts Reb Asts               | Estadísticas 20 Martin 7 Catchings 3 Teasley, Clement |       |  |

| 10 de julio | Rusia                                            | TE 104–101                                       | Cuba                                             | Natal |  |
| 18:00       | Marcador por tiempos: 45-41, 44-48 (T.E.: 15-12) | Marcador por tiempos: 45-41, 44-48 (T.E.: 15-12) | Marcador por tiempos: 45-41, 44-48 (T.E.: 15-12) |       |  |
|             | Estadísticas Korstin 31 Korstin 10 Khalturina 4  | Reporte Pts Reb Asts                             | Estadísticas 25 Silva 11 Plutín 5 Suero          |       |  |

## Fase final

### Cuadro por el 9º-12º lugar
|  | Semifinales 9º-12º | Semifinales 9º-12º |      |           | Partido 9º lugar  | Partido 9º lugar  |  |
|  | 12 de julio        | 12 de julio        |      |           | 13 de julio       | 13 de julio       |  |
|  |                    |                    |      |           |                   |                   |  |
|  |                    |                    |      |           |                   |                   |  |
|  | Cuba               | 59                 |      |           |                   |                   |  |
|  | Cuba               | 59                 |      |           |                   |                   |  |
|  | Argentina          | 74                 |      |           |                   |                   |  |
|  | Argentina          | 74                 |      | Argentina | 70                |                   |  |
|  |                    |                    |      | Argentina | 70                |                   |  |
|  |                    |                    | Malí | 60        |                   |                   |  |
|  | Malí               | 60                 | Malí | 60        |                   |                   |  |
|  | Malí               | 60                 |      |           |                   |                   |  |
|  | Japón              | 58                 |      |           | Partido 11º lugar | Partido 11º lugar |  |
|  | Japón              | 58                 |      |           | Partido 11º lugar | Partido 11º lugar |  |
|  |                    |                    |      |           |                   |                   |  |
|  |                    |                    |      |           | Cuba              | 67                |  |
|  |                    |                    |      |           | Cuba              | 67                |  |
|  |                    |                    |      |           | Japón             | 63                |  |
|  |                    |                    |      |           | Japón             | 63                |  |
|  |                    |                    |      |           |                   |                   |  |

#### Semifinales del 9º-12º lugar
| 12 de julio | Cuba                                           | 59–74                              | Argentina                                  | Natal |  |
| 10:00       | Marcador por tiempos: 33-37, 26-37             | Marcador por tiempos: 33-37, 26-37 | Marcador por tiempos: 33-37, 26-37         |       |  |
|             | Estadísticas Soria 18 Plutín, Aties 11 Suero 3 | Reporte Pts Reb Asts               | Estadísticas 28 Boeykens 9 Mendoza 3 Gatti |       |  |

| 12 de julio | Malí                                                         | 60–58                              | Japón                                                  | Natal |  |
| 12:00       | Marcador por tiempos: 21-37, 39-21                           | Marcador por tiempos: 21-37, 39-21 | Marcador por tiempos: 21-37, 39-21                     |       |  |
|             | Estadísticas Maiga Ba 31 Maiga Ba 12 M. Ouattara, Maiga Ba 1 | Reporte Pts Reb Asts               | Estadísticas 19 Miki 7 Suda 1 Kinoshita, Miki, Hayashi |       |  |

#### Partido por el 11º lugar
| 13 de julio | Cuba                                                | 67–63                              | Japón                                            | Natal |  |
| 09:30       | Marcador por tiempos: 43-30, 24-33                  | Marcador por tiempos: 43-30, 24-33 | Marcador por tiempos: 43-30, 24-33               |       |  |
|             | Estadísticas Plutín 19 Plutín 20 cuatro jugadoras 1 | Reporte Pts Reb Asts               | Estadísticas 20 Miki 9 Suda, Hayashi 2 Kinoshita |       |  |

#### Partido por el 9º lugar
| 13 de julio | Argentina                                      | 70–60                              | Malí                                                         | Natal |  |
| 11:30       | Marcador por tiempos: 41-18, 29-42             | Marcador por tiempos: 41-18, 29-42 | Marcador por tiempos: 41-18, 29-42                           |       |  |
|             | Estadísticas Boeykens 22 Mendoza 10 Boeykens 3 | Reporte Pts Reb Asts               | Estadísticas 23 M. Ouattara 7 Maiga Ba, H. Sangaré 3 Dembelé |       |  |

### Cuadro por el 5º-8º lugar
|  | Semifinales 5º-8º | Semifinales 5º-8º |                 |       | Partido 5º lugar | Partido 5º lugar |  |
|  | 12 de julio       | 12 de julio       |                 |       | 13 de julio      | 13 de julio      |  |
|  |                   |                   |                 |       |                  |                  |  |
|  |                   |                   |                 |       |                  |                  |  |
|  | Rusia             | 74                |                 |       |                  |                  |  |
|  | Rusia             | 74                |                 |       |                  |                  |  |
|  | China             | 57                |                 |       |                  |                  |  |
|  | China             | 57                |                 | Rusia | 68               |                  |  |
|  |                   |                   |                 | Rusia | 68               |                  |  |
|  |                   |                   | República Checa | 63    |                  |                  |  |
|  | República Checa   | 57                | República Checa | 63    |                  |                  |  |
|  | República Checa   | 57                |                 |       |                  |                  |  |
|  | España            | 54                |                 |       | Partido 7º lugar | Partido 7º lugar |  |
|  | España            | 54                |                 |       | Partido 7º lugar | Partido 7º lugar |  |
|  |                   |                   |                 |       |                  |                  |  |
|  |                   |                   |                 |       | China            | 60               |  |
|  |                   |                   |                 |       | China            | 60               |  |
|  |                   |                   |                 |       | España           | 57               |  |
|  |                   |                   |                 |       | España           | 57               |  |
|  |                   |                   |                 |       |                  |                  |  |

#### Semifinales del 5º–8º lugar
| 12 de julio | Rusia                                                 | 74–57                              | China                              | Natal |  |
| 14:00       | Marcador por tiempos: 34-28, 40-29                    | Marcador por tiempos: 34-28, 40-29 | Marcador por tiempos: 34-28, 40-29 |       |  |
|             | Estadísticas Kalymkova 20 Kalymkova 16 Rebtsovskaia 2 | Reporte Pts Reb Asts               | Estadísticas 10 Gao 9 Dai 3 Duan   |       |  |

| 12 de julio | República Checa                                     | 57–54                                          | España                                         | Natal |  |
| 16:00       | Marcador por tiempos: 29-24, 20-25 (T.E.: 8-5)      | Marcador por tiempos: 29-24, 20-25 (T.E.: 8-5) | Marcador por tiempos: 29-24, 20-25 (T.E.: 8-5) |       |  |
|             | Estadísticas Blahůšková 12 Voračková 8 Blahůšková 3 | Reporte Pts Reb Asts                           | Estadísticas 25 Moreno 6 Mesa 2 Mesa           |       |  |

#### Partido por el 7º lugar
| 13 de julio | China                                        | 60–57                              | España                                         | Natal |  |
| 13:30       | Marcador por tiempos: 35-28, 25-29           | Marcador por tiempos: 35-28, 25-29 | Marcador por tiempos: 35-28, 25-29             |       |  |
|             | Estadísticas Miao, Duan 15 Dai 7 Wang Ying 3 | Reporte Pts Reb Asts               | Estadísticas 21 Moreno 10 Mesa 2 Palau, Moreno |       |  |

#### Partido por el 5º lugar
| 13 de julio | Rusia                                          | 68–63                              | República Checa                                  | Natal |  |
| 15:30       | Marcador por tiempos: 36-29, 32-34             | Marcador por tiempos: 36-29, 32-34 | Marcador por tiempos: 36-29, 32-34               |       |  |
|             | Estadísticas Skopa 18 Kalymkova 10 Kalymkova 3 | Reporte Pts Reb Asts               | Estadísticas 21 Čiperová 5 Blahůšková 3 Horáková |       |  |

### Cuadro final
|  | Semifinales    | Semifinales |           |                | Final       | Final       |  |
|  | 12 de julio    | 12 de julio |           |                | 13 de julio | 13 de julio |  |
|  |                |             |           |                |             |             |  |
|  |                |             |           |                |             |             |  |
|  | Estados Unidos | 90          |           |                |             |             |  |
|  | Estados Unidos | 90          |           |                |             |             |  |
|  | Eslovaquia     | 77          |           |                |             |             |  |
|  | Eslovaquia     | 77          |           | Estados Unidos | 78          |             |  |
|  |                |             |           | Estados Unidos | 78          |             |  |
|  |                |             | Australia | 74             |             |             |  |
|  | Brasil         | 60          | Australia | 74             |             |             |  |
|  | Brasil         | 60          |           |                |             |             |  |
|  | Australia      | 71          |           |                | 3.º puesto  | 3.º puesto  |  |
|  | Australia      | 71          |           |                | 3.º puesto  | 3.º puesto  |  |
|  |                |             |           |                |             |             |  |
|  |                |             |           |                | Eslovaquia  | 45          |  |
|  |                |             |           |                | Eslovaquia  | 45          |  |
|  |                |             |           |                | Brasil      | 40          |  |
|  |                |             |           |                | Brasil      | 40          |  |
|  |                |             |           |                |             |             |  |

#### Semifinales
| 12 de julio | Brasil                                          | 60–71                              | Australia                                | Natal |  |
| 18:00       | Marcador por tiempos: 23-26, 37-45              | Marcador por tiempos: 23-26, 37-45 | Marcador por tiempos: 23-26, 37-45       |       |  |
|             | Estadísticas Moises 23 da Silva 9 de Carvalho 1 | Reporte Pts Reb Asts               | Estadísticas 21 Emeagi 17 Jackson 2 Veal |       |  |

| 12 de julio | Estados Unidos                                | 90–77                              | Eslovaquia                                      | Natal |  |
| 20:00       | Marcador por tiempos: 31-40, 59-37            | Marcador por tiempos: 31-40, 59-37 | Marcador por tiempos: 31-40, 59-37              |       |  |
|             | Estadísticas Teasley 21 Catchings 6 Teasley 6 | Reporte Pts Reb Asts               | Estadísticas 20 Kováčová 11 Kováčová 2 Bučáková |       |  |

#### Partido por la medalla de bronce
| 13 de julio | Eslovaquia                              | 45–40                              | Brasil                                                     | Natal |  |
| 17:30       | Marcador por tiempos: 24-14, 21-26      | Marcador por tiempos: 24-14, 21-26 | Marcador por tiempos: 24-14, 21-26                         |       |  |
|             | Estadísticas Bedu 9 Bedu 15 Hostynova 1 | Reporte Pts Reb Asts               | Estadísticas 14 Martins da Costa 4 Moises, Santos 1 Dantas |       |  |

#### Final
| 13 de julio | Estados Unidos                                  | TE 78–74                                        | Australia                                       | Natal |  |
| 19:30       | Marcador por tiempos: 28-32, 38-34 (T.E.: 12-8) | Marcador por tiempos: 28-32, 38-34 (T.E.: 12-8) | Marcador por tiempos: 28-32, 38-34 (T.E.: 12-8) |       |  |
|             | Estadísticas Martin 21 Martin 10 Teasley 2      | Reporte Pts Reb Asts                            | Estadísticas 22 Cox 7 Emeagi 3 Lindsay          |       |  |

| Bandera de Estados Unidos          |
| Campeón Estados Unidos 1.er título |

## Medallero
| Australia | Estados Unidos | Eslovaquia |

## Clasificación final
| Pos.              | Equipo          | Pts | G-P | PF  | PC  | Dif. |
| ----------------- | --------------- | --- | --- | --- | --- | ---- |
| Medalla de oro    | Estados Unidos  | 13  | 6-1 | 561 | 486 | +75  |
| Medalla de plata  | Australia       | 12  | 5-2 | 525 | 438 | +87  |
| Medalla de bronce | Eslovaquia      | 12  | 5-2 | 458 | 407 | +51  |
| 4                 | Brasil          | 11  | 4-3 | 444 | 414 | +30  |
| 5                 | Rusia           | 13  | 6-1 | 493 | 463 | +30  |
| 6                 | República Checa | 11  | 4-3 | 428 | 399 | +29  |
| 7                 | China           | 10  | 3-4 | 444 | 442 | +2   |
| 8                 | España          | 9   | 2-5 | 395 | 404 | -9   |
| 9                 | Argentina       | 10  | 3-4 | 420 | 442 | -22  |
| 10                | Malí            | 9   | 2-5 | 336 | 449 | -113 |
| 11                | Cuba            | 9   | 2-5 | 498 | 559 | -61  |
| 12                | Japón           | 7   | 0-7 | 416 | 518 | -102 |

Fuente: FIBA